# サウィスケラ (衛星)
サウィスケラ ((88611) Teharonhiawako I Sawiskera) は、太陽系外縁天体 (88611) テハロンヒアワコの衛星、または二重小惑星の伴星。主星テハロンヒアワコの直径が176km前後なのに対し、サウィスケラはその7割弱の大きさである。
2001年10月11日から12日にかけて、ラスカンパナス天文台のバーデ望遠鏡による観測で発見され、2007年4月にイロコイ族の神話に登場するテハロンヒアワコの双子の兄弟のサウィスケラに因んで命名された。